# Шабиз (ручей)
Шабиз (тат. Шәбез инеше) — ручей в России, протекает по Актанышскому району Татарстана. Правый приток реки Шабиз. Длина ручья 29 км.

## Течение
Исток в 2,5 км к югу от посёлка Шабизбаш. Направление течения — северо-восточное. В пойме Белой впадает в озеро-старицу Старое Уразаево, на западном краю которого втекает и вытекает река Шабиз. Основные притоки (правые) — Мерзям и Юкалекул.

## Населённые пункты
На реке расположены 8 сёл и деревень: от истока — Шабизбаш, Кыр-Каентюба, Старое Курмашево, Старое- и Новое Балтачево, Старое Зияшево, Старое Тлякеево, Мрясево. В бассейне реки находятся также сёла Такталачук, Уразаево (оба частично) и другие.

## Данные водного реестра
По данным государственного водного реестра России относится к Камскому бассейновому округу, водохозяйственный участок реки — Кама от Воткинского гидроузла до Нижнекамского гидроузла, без рек Буй (от истока до Кармановского гидроузла), Иж, Ик и Белая, речной подбассейн реки — бассейны притоков Камы до впадения Белой. Речной бассейн реки — Кама.
Код водного объекта в государственном водном реестре — 10010101412211100026864.